# Episodi di The Thick of It (quarta stagione)
La quarta e ultima stagione della serie televisiva The Thick of It, composta da 7 episodi, è stata trasmessa su BBC Four dal 8 settembre al 27 ottobre 2012.
In Italia è stata trasmessa, sottotitolata, dalla piattaforma online gratuita VVVVID il 11 dicembre 2015.
| nº | Titolo originale     | Titolo italiano | Trasmissione UK   | Trasmissione Italia |
| -- | -------------------- | --------------- | ----------------- | ------------------- |
| 1  | Series 4 – Episode 1 |                 | 8 settembre 2012  | 11 dicembre 2015    |
| 2  | Series 4 – Episode 2 |                 | 15 settembre 2012 | 11 dicembre 2015    |
| 3  | Series 4 – Episode 3 |                 | 22 settembre 2012 | 11 dicembre 2015    |
| 4  | Series 4 – Episode 4 |                 | 29 settembre 2012 | 11 dicembre 2015    |
| 5  | Series 4 – Episode 5 |                 | 13 ottobre 2012   | 11 dicembre 2015    |
| 6  | Series 4 – Episode 6 |                 | 30 ottobre 2012   | 11 dicembre 2015    |
| 7  | Series 4 – Episode 7 |                 | 27 ottobre 2012   | 11 dicembre 2015    |